# Кингскот
Кингскот (англ. Kingscote) — крупнейший город на острове Кенгуру, население около 1200 человек. Город является, в первую очередь, туристическим, а также административным и коммуникационным центром острова.
Достопримечательностями города являются музей «Дом Надежды» (Hope Cottage), в котором рассказывается вся история острова; маслодельня и сыродельня, производящая свои продукты из овечьего молока; последний в Южной Австралии завод по производству эвкалиптового масла. Отель «Озон», со своей статуей русалки, также является одним из ориентиров в городе.
Кингскот был основан Южно-Австралийской компанией 27 июля 1836 года, став первым европейским поселением, и вскоре, крупнейшим городом на острове.

## Климат
| Показатель                                | Янв. | Фев. | Март | Апр. | Май  | Июнь | Июль | Авг. | Сен. | Окт. | Нояб. | Дек. | Год   |
| ----------------------------------------- | ---- | ---- | ---- | ---- | ---- | ---- | ---- | ---- | ---- | ---- | ----- | ---- | ----- |
| Абсолютный максимум, °C                   | 40,6 | 41,0 | 35,8 | 31,0 | 24,7 | 22,4 | 22,0 | 23,0 | 27,5 | 37,3 | 39,4  | 38,8 | 41,0  |
| Средний максимум, °C                      | 23,7 | 23,5 | 22,2 | 19,8 | 17,5 | 15,4 | 14,6 | 15,0 | 16,5 | 18,5 | 20,5  | 22,3 | 19,1  |
| Средняя температура, °C                   | 19,5 | 19,4 | 18,5 | 16,5 | 14,4 | 12,3 | 11,4 | 11,9 | 13,5 | 15,2 | 16,7  | 18,4 | 15,6  |
| Средний минимум, °C                       | 14,9 | 15,4 | 14,3 | 12,5 | 10,8 | 9,3  | 8,4  | 8,3  | 9,1  | 10,3 | 12,0  | 13,6 | 11,6  |
| Абсолютный минимум, °C                    | 8,3  | 8,9  | 6,1  | 5,6  | 2,8  | −1,1 | 2,1  | 2,0  | 1,6  | 2,2  | 4,7   | 6,1  | −1,1  |
| Норма осадков, мм                         | 14,6 | 16,8 | 18,4 | 35,2 | 58,5 | 73,0 | 77,2 | 65,0 | 47,2 | 36,9 | 22,9  | 19,3 | 482,9 |
| Источник: Австралийское бюро метеорологии |      |      |      |      |      |      |      |      |      |      |       |      |       |